# أرو ذا أكرو بات
أرو ذا أكرو بات (بالإنجليزية:Aero the Acro-Bat) لعبة فيديو صدرت عام 1993 من تطوير أتوميك بلانيت إنترتيمنت، إغوانا إنترتيمنت ونشر سن سوفت وتعمل اللعبة على أجهزة ميجا درايف وسوبر نينتندو إنترتينمنت سيستم وغيم بوي أدفانس.